# Historias de Lucrecia
Historias de Lucrecia (en italiano, Storie di Lucrezia), es una obra realizada por el pintor renacentista italiano Sandro Botticelli. Mide 83,5 cm de alto y 180 cm de ancho. Fue pintado entre 1500 y 1504. Se conserva actualmente en el Museo Isabella Stewart Gardner de Boston ( EE. UU.)
Se ha considerado que esta obra tal vez estuviera destinada a un "espaldar", mueble de madera fijo a la pared, posiblemente en casa de Guido Antonio Vespucci, de quien está documentada una adquisición en el año 1499, por lo que a tal fecha habría de adelantarse la datación.
En esta obra se narra la historia de Lucrecia, según de Livio y Valerio Máximo. Según la leyenda, Lucrecia, esposa de Colatino, después de haber sido violada por Sexto, hijo de Tarquinio el Soberbio, se suicidó matándose con un puñal, provocando así la revuelta que llevó a la caída de la monarquía en Roma. 

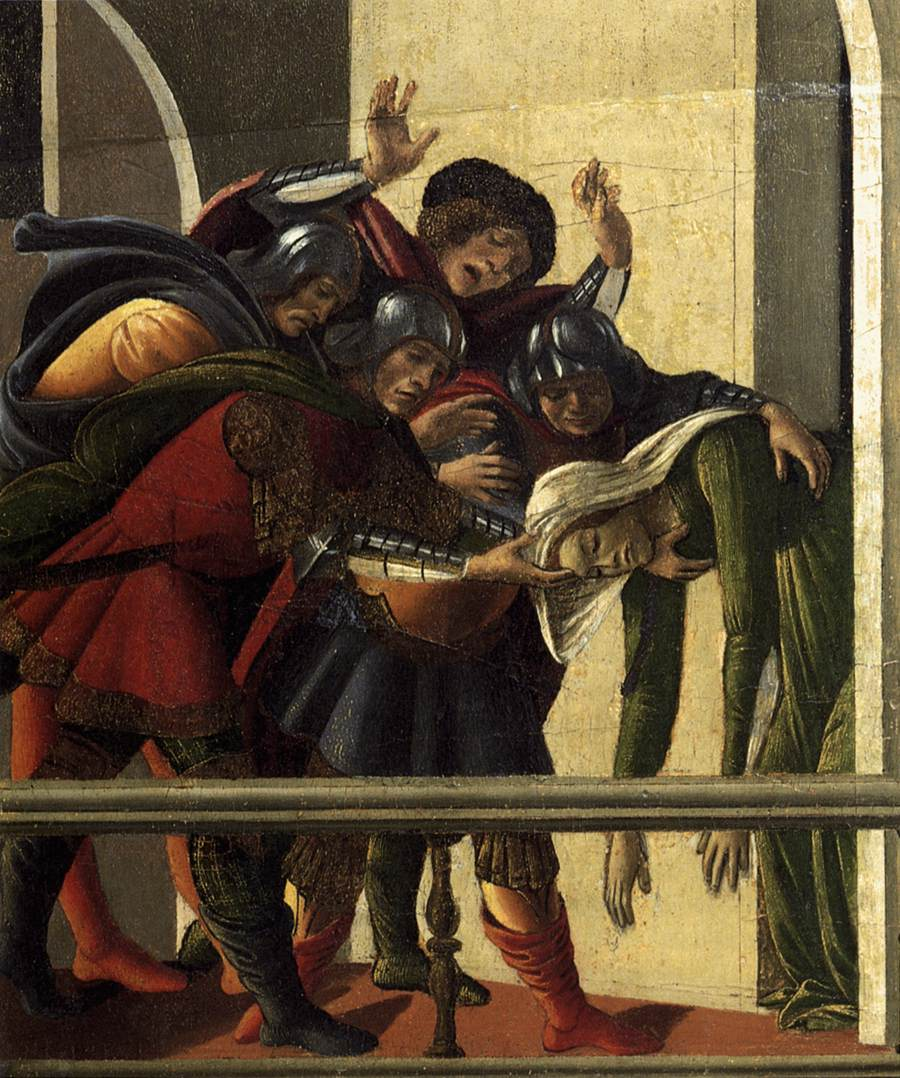
Detalle: escena de la derecha. El marido de Lucrecia la encuentra inconsciente.

En el centro de la obra está la revuelta de los soldados. Alrededor de esta escena se representan los episodios precedentes. En el centro del cuadro el cadáver de Lucrecia se muestra públicamente como si fuera una heroína. Sobre la mujer muerta, Bruto llama a las armas para tomar venganza. 
Los soldados se apresuran en frente del arco triunfal, parecido al arco de Constantino, que puede verse en el fresco Castigo de los rebeldes. La estatua de un David está en lo alto de una columna. Los edificios de los lados no son romanos sino quattrocentistas. El uso de arquitectura en este cuadro ha sido comparado al que hacía su contemporáneo Filippino Lippi.
Es una de las obras que hizo Botticelli al final de su vida, ejemplificando la virtud, como hizo con las Historias de Virginia.